# NGC 3421
NGC 3421 (другие обозначения — IC 652, MCG -2-28-13, NPM1G -12.0339, PGC 32514) — спиральная галактика в созвездии Гидры. Открыта Эндрю Коммоном в 1880 году.
Этот объект входит в число перечисленных в оригинальной редакции «Нового общего каталога». В действительности Коммон обнаружил пару галактик, которой записал их общее значение приблизительных координат, однако сейчас принято обозначать NGC 3421 как отдельную галактику, у которой также есть обозначение IC 652 в Индекс-каталоге. Это обозначение появилось после того, как галактику независимо открыл Стефан Жавел в 1892 году. Вторая галактика в паре — NGC 3422.